# Abisca
Abisca é uma extensa região do Peru de geografia montanhosa situada entre os rios Yetau e Amoramago localizada a leste dos Andes. A região dá nome a uma ramificação dos Andes e a uma tribo indígena, também conhecida como Avisca.